# مرخوز (سقز)
قرية مرخوز (بالكردية: مەرخوز) هي إحدى القرى التابعة لـسرا في ريف قسم مركزي من مقاطعة سقز، في محافظة كردستان الإيرانية.

## السكان
حسب إحصاءات سنة 2006، بلغ إجمالي السكان في مرخوز 909 نسمة وعدد المساكن 195 مسكن. لغة سكان مرخوز هي اللغة الكردية و هم من أهل السنة والجماعة والمذهب الشافعي.